# Diamond Duck
»Diamond Duck« je skladba in šesti singel dua Maraaya iz leta 2017. Dosegla je tudi mednarodni uspeh, saj se je uvrstila na dansko lestvico.
Besedilo pesmi kritizira sodobno družbo, v kateri se ljudje velikokrat pehajo za stvarmi, ki jih ne potrebujejo. Ime skladbe je sicer bolj znano v povezavi s kriketom.

## Snemanje
Skladba in videospot za ves svet uradno izšla 22. septembra 2017 pri globalni založbi Warner Music. Na slovenskih radijskih postajah so pesem začeli predvajati 2. oktobra 2017.

## Zasedba

### Produkcija
- Raay – glasba, besedilo, aranžma, producent

### Studijska izvedba
- Marjetka Vovk – vokal
- Raay – glasbena spremljava

## Lestvice
| Lestvica (2017)       | Najvišja uvrstitev |
| --------------------- | ------------------ |
| Slovenija (SloTop50)  | 1                  |
| Danska (ChartBase.dk) | 1                  |

| Lestvica (2017)      | Najvišja uvrstitev |
| -------------------- | ------------------ |
| Slovenija (SloTop50) | 2                  |

## Videospot
Tako kot že za prejšnji single »It's Complicated«, je tudi ta videospot, ki vsebuje tudi t.i. »Emoje« (čustvene simbole) snemala estonska snemalna ekipa Vita Pictura.

## Bum Award
Skladba se je že takoj v prvem tednu predvajanja zavihtela na vrh SloTop50 (uradna slovenska tedenska single lestvica) in prejela nagrado Bum Award, ki jo podeljuje SAZAS. To je uspelo samo še skladbi "Heart of Gold" (BQL).